# Алос
Ало́с (фр. Alos, окс. Alans) — коммуна во Франции, находится в регионе Юг — Пиренеи. Департамент — Тарн. Входит в состав кантона Виньобль и Бастид. Округ коммуны — Альби.
Код INSEE коммуны — 81007.

## География

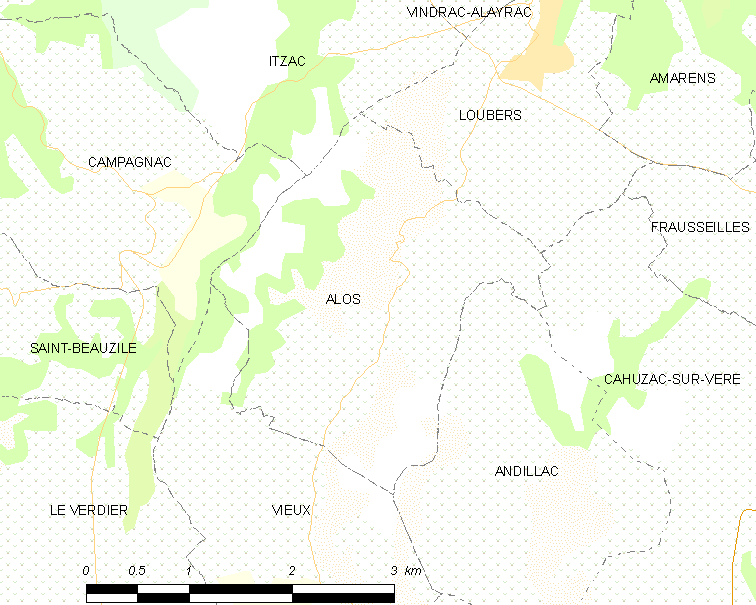
Карта коммуны

Коммуна расположена приблизительно в 540 км к югу от Парижа, в 60 км северо-восточнее Тулузы, в 24 км к северо-западу от Альби.

## Климат
Климат умеренно-океанический. Зима мягкая и дождливая, лето жаркое с частыми грозами. Ветры довольно редки.

## Население
Население коммуны на 2010 год составляло 110 человек.
| 1962 | 1968 | 1975 | 1982 | 1990 | 1999 | 2010 |
| ---- | ---- | ---- | ---- | ---- | ---- | ---- |
| 138  | 150  | 149  | 132  | 123  | 130  | 110  |

## Экономика
В 2007 году среди 75 человек в трудоспособном возрасте (15—64 лет) 54 были экономически активными, 21 — неактивными (показатель активности — 72,0 %, в 1999 году было 71,3 %). Из 54 активных работали 46 человек (26 мужчин и 20 женщин), безработных было 8 (1 мужчина и 7 женщин). Среди 21 неактивных 1 человек был учеником или студентом, 11 — пенсионерами, 9 были неактивными по другим причинам.